# Farmacopea
Una farmacopea és un codi de medicaments oficial i obligatori. Té validesa i és d'obligat compliment en el país o conjunt de països que l'han acceptat.
Un dels problemes que afronten les farmacopees és la seua permanent actualització, que pot tardar diversos anys. Aquest problema ha sigut esmenat per altres llibres particulars més àgils i molt populars en el que es registren tots els nous remeis, les seues indicacions i dosi, o es comparen les diverses concentracions dels mateixos preparats en les diferents farmacopees; tal és el cas de l'Acompanyant de la Farmacopea Squire o de la Farmacopea Extra Martindale, que trauen edicions actualitzades en intervals freqüents.
L'antecedent de les farmacopees són els tractats, receptaris o antidotaris editats pels àrabs, i el De Materia Medica de Dioscòrides Pedaci, escrit originalment en grec al segle i. La primera farmacopea va ser l'Antidotarium Florentinum, editada sota l'autoritat del col·legi de metges de Florència el 1498. La segona va ser les Concòrdies de Barcelona, editades el 1511 concordablement entre el Col·legi d'Apotecaris i el de Doctors en Medecina de Barcelona. El 1686 Joan d'Alós i Serradora va publicar una farmacopea catalana per tal d'homologar a tot el territori les descripcions de les receptes i proporcions dels seus ingredients, que esdevingué obligatòria pels col·legis d'apotecaris de Catalunya. El 1794 es van unificar les farmacopees espanyoles amb la publicació de la Pharmacopoea Hispana, més tard anomenada Farmacopea Española. Des del 1964, el Consell d'Europa ha iniciat la redacció d'una Farmacopea Europea vigent al 47 estats membres del Consell.

## Farmacopea Europea
La Farmacopea Europea es crea a fi de promoure la salut pública mitjançant el subministrament dels estàndards comuns reconeguts per al seu ús per professionals de la salut i altres els qui estiguen involucrats amb la qualitat dels medicaments. Aquests estàndards han de ser de qualitat apropiada com a base de la seguretat dels medicaments per a pacients i consumidors. La seua existència facilita el moviment lliure de medicaments a Europa. Assegura la qualitat dels productes medicinals usats a Europa, així com els que Europa exporta. Les monografies de la Farmacopea Europea i altres textos estan dissenyades per ser apropiades a les necessitats de les autoritats regulatòries, aquelles involucrades en el control de qualitat i els que manufacturen els materials de partida i els productes medicinals.

## United States Pharmacopeia
La United States Pharmacopeia (USP) és la farmacopea dels Estats Units que promou la salut pública mitjançant l'establiment i disseminació dels estàndards de qualitat, i també informació d'autoritat per a l'ús de medicaments i altres tecnologies de l'atenció mèdica per a professionals de la salut, pacients i consumidors. La USP inclou publicacions com la USP 25-NF 20, el Pharmacopeial Forum, el llibre Chromatographic Reagents i l'USP Dictionary.

## British Pharmacopoeia
La Farmacopea Britànica és el treball de referència essencial d'estàndards legalment relacionats amb la indústria farmacèutica del Regne Unit. És d'interès per a aquells que estiguen relacionats amb la qualitat dels medicaments. Conté el que inclou la Farmacopea Europea i el contingut específic de la Farmacopea Britànica.

## Reial Farmacopea Espanyola
La Reial Farmacopea Espanyola (RFE) és la versió en castellà de la Farmacopea Europea i, en conseqüència, s'edita amb posterioritat a aquesta. La missió de la Divisió de la Farmacopea Espanyola és oferir suport a l'Agència Espanyola del Medicament i Productes Sanitaris (AEMPS) en l'àrea de la qualitat, a través de l'elaboració dels codis de la Reial Farmacopea Espanyola i del Formulari Nacional.